# Comtat de Bau
El Comtat de Bau fou un títol nobiliari espanyol creat pel Cap de l'Estat Francisco Franco, el 21 de maig de 1973, a favor de Joaquim Bau i Nolla, President del Consell d'Estat, i Vicepresident del Consell del Regne.
Joaquim Bau i Nolla (1897-1973) va ser un il·lustre polític carlista tortosí. Alcalde de Tortosa (1925-1929) per la Comunió Tradicionalista i diputat en 1929 per la Unión Patriótica, durant el govern de Miguel Primo de Rivera. Diputat en les eleccions generals de 1933 i 1936 per Renovación Española, durant la Segona República. Ministre de Comerç (1936-1938) de la Junta Tècnica de l'Estat, durant la Guerra Civil. Procurador a Corts entre 1958 i 1971; President del Consell d'Estat i Vicepresident del Consell del Regne entre 1965 i 1973. Fill predilecte de Tortosa (1966).
El títol nobiliari se li va atorgar per:
| «                                                                               | «La destacada personalitat de don Joaquín Bau Nolla, President del Consell d'Estat, que al llarg de dilatats anys d'actuació pública ha mantingut una línia de rectitud política i de fidelitat als Principis del Movimiento Nacional, li fan creditor al reconeixement de la Pàtria que, en enaltir el seu nom, honra els ideals als quals ell va fer dedicació de la seva vida....». | » |
| — Decreto 997/1973, de 18 de maig. Publicat en el B.O.E. el 21 de mayo de 1973. | |   |

El títol fou suprimit l'octubre del 2022 amb l'entrada en vigor de la llei de memòria democràtica.

## Armes
En camp de gules, un esquif romà, d'or. Bordura d'or, amb una cadena de sabre. Lema: «Semper Fidelis».

## Comtes de Bau
|                                                   | Titular                                           | Període                                           |
| Creat en 1973 pel Cap de l'Estat Francisco Franco | Creat en 1973 pel Cap de l'Estat Francisco Franco | Creat en 1973 pel Cap de l'Estat Francisco Franco |
| ------------------------------------------------- | ------------------------------------------------- | ------------------------------------------------- |
| I                                                 | Joaquim Bau i Nolla                               | 1973-1973                                         |
| II                                                | Joaquín Bau Carpí                                 | 1973-1998                                         |
| III                                               | Joaquín Bau Miquel                                | 1999-2022                                         |

## Història dels comtes de Bau
- Joaquim Bau i Nolla (1897-1973), I comte de Bau.

1. Casat amb Pilar Elisa Carpi Esteller, amb qui va tenir cinc fills: Joaquín (que segueix), José Luis, Fernando, Elisa, i Inmaculada Bau Carpi.[5]

El va succeir, per Carta de Successió, el 15 de novembre de 1973, el seu fill:
- Joaquín Bau Carpí (1921-1998), II comte de Bau, Enginyer de Camins, Canals i Ports. Gran Creu al Mèrit Civil. Cavaller de l'Orde del Sant Sepulcre de Jerusalem.

1. Casat, en 1946, amb Carmen-Concepción Miquel Gasull (†2008).

El succeí, per Reial Carta de Successió de data 18 de mayo de 1999, su hijo:
- Joaquín Bau Miquel (n.1948), III comte de Bau, Arquitecte Superior (ETSAM).

1. Casat, en 1974, amb María Rita Fernández García (n.1950), amb qui té tres fills: María Rita (n.1975), Ana (n.1976) i Joaquín Bau Fernández (n.1978).[1][5]

Actual titular.